# Korea Expressway Corporation Hi-Pass Volleyball Club
Il Korea Expressway Corporation Hi-Pass Volleyball Club (in coreano 한국도로공사 하이패스 배구단) è una società pallavolistica femminile sudcoreana, con sede a Gimcheon e militante nel massimo campionato sudcoreano, la V-League; il club appartiene all'azienda Korea Expressway Corporation.

## Palmarès
- Coppa KOVO: 1

2011

## Rosa 2016-2017
| N° | Nome            | Ruolo | Data di nascita   | Nazionalità sportiva |
| -- | --------------- | ----- | ----------------- | -------------------- |
| 1  | Ha Hye-jin      | S     | 7 settembre 1996  | Corea del Sud        |
| 3  | Lee So-ra       | P     | 1º settembre 1987 | Corea del Sud        |
| 4  | Jeon Sae-yan    | S     | 27 novembre 1996  | Corea del Sud        |
| 5  | Lee Hyo-hee     | P     | 26 agosto 1980    | Corea del Sud        |
| 6  | Lee Gyeong-min  | P     | 26 luglio 1997    | Corea del Sud        |
| 7  | Go Ye-rim       | S     | 12 giugno 1994    | Corea del Sud        |
| 8  | Im Myeong-ok    | L     | 15 marzo 1986     | Corea del Sud        |
| 9  | Jeong Sun-ah    | C     | 30 settembre 1998 | Corea del Sud        |
| 10 | Bae Yoo-na      | C     | 30 novembre 1989  | Corea del Sud        |
| 11 | Hillary Hurley  | S     | 7 novembre 1989   | Stati Uniti          |
| 12 | Mun Jeong-won   | S/O   | 24 marzo 1992     | Corea del Sud        |
| 13 | Jeong Dae-jeong | C     | 12 agosto 1981    | Corea del Sud        |
| 14 | Ha Hyo-rim      | P     | 16 aprile 1998    | Corea del Sud        |
| 15 | Lee Mi-ae       | L     | 7 marzo 1998      | Corea del Sud        |
| 16 | Jang Hye-jin    | C     | 4 marzo 1997      | Corea del Sud        |
| 17 | Choe Eun-ji     | S/O   | 7 giugno 1992     | Corea del Sud        |
| 18 | Cha Su-jeong    | L     | 28 maggio 1998    | Corea del Sud        |
| 20 | Kennedy Bryan   | O     | 29 maggio 1994    | Stati Uniti          |

## Denominazioni precedenti
- 1970-2005: Korea Expressway Corporation Women's Volleyball Club (한국도로공사 여자배구단)
- 2005-2009: Korea Expressway Corporation Volleyball Club (한국도로공사 배구단)
- 2009-2014: Korea Expressway Corporation Hi-Pass Zenith Volleyball Club (한국도로공사 하이패스 제니스 배구단)
- 2014-2015: Korea Expressway Corporation Hi-Pass Volleyball Club (한국도로공사 하이패스 배구단)
- 2015-2017: Gyeongbuk Gimcheon Hi-Pass Volleyball Club (성남 한국도로공사 하이패스 제니스)